# Apochrysa matsumurae
Apochrysa matsumurae is een insect uit de familie van de gaasvliegen (Chrysopidae), die tot de orde netvleugeligen (Neuroptera) behoort. 
Apochrysa matsumurae is voor het eerst wetenschappelijk beschreven door Okamoto in 1912.